# Andrea Parker (actrice)
Pour les articles homonymes, voir Parker et Andrea Parker.
Andrea Alexis Parker est une actrice américaine née le 8 mars 1970 à Monterey en Californie (États-Unis),.

## Biographie
À six ans, Andrea Parker commence à faire de la danse classique. À quinze ans, elle quitte le domicile familial pour rejoindre les ballets pour enfants à San Francisco, New York et Cleveland. Elle devient ensuite danseuse professionnelle,.

### Vie privée
Elle se marie à James Powers en 1988, mais ce dernier décède en 1999.
Le 30 août 2007, elle se remarie avec le producteur Michael Birnbaum, qu'elle a épousé à Paris.

## Carrière
Elle commence sa carrière en 1989 dans Mariés, deux enfants. Puis elle revient en 1992 dans un épisode de Seinfeld.
En 1994, elle obtient un rôle récurrent dans Urgences où elle incarne la petite amie du Dr Douglas Ross (George Clooney).
Entre 1996 et 2000, elle joue dans la série Le Caméléon. A cette occasion, elle prendra des cours de tir et fera une formation en cascade automobile,,.
En 2002, elle joue dans une nouvelle série, Less Than Perfect, qui s'arrête en 2005.
De 2011 à 2012, elle tient un rôle récurrent, dans la huitième saison de Desperate Housewives. Lors de cette saison, elle tourne de nouveau avec James Denton qui avait joué dans Le Caméléon.
Au même moment, elle interprète Jessica DiLaurentis pour un épisode de la seconde saison de la série Pretty Little Liars. Son personnage devient récurrent dès la quatrième saison.
En 2014, elle obtient un rôle dans la série Red Band Society produite par Steven Spielberg, où elle joue Sarah, la mère de Kara Souders. La série est annulée après une courte saison.

## Filmographie

### Cinéma

#### Longs métrages
- 1988 : Objectif Terrienne (Earth Girls Are Easy) de Julien Temple : La danseuse dans un salon de beauté
- 1988 : Rented Lips de Robert Downey Sr. : La danseuse / L'infirmière
- 1992 : The Naked Truth de Nico Mastorakis : Miss France
- 1993 : Body Shot de Dimitri Logothetis : Une danseuse
- 1994 : Brush with Death de Serge Rodnunsky : Colleen
- 2000 : Delicate Instruments de Susan Bishop : Dr Anne Harper

### Télévision

#### Séries télévisées
- 1989 : Mariés, deux enfants (Married... with Children) : La danseuse
- 1992 : Seinfeld : L'infirmière
- 1993 : Herman's Head : Heather Brookshire
- 1993 : Brisco County : Rita Avnet
- 1993 : Le monde de Dave (Dave's World) : Alice
- 1994 : Ellen : Joanna
- 1994 - 1995 : Urgences (ER) : Linda Farrell
- 1994 / 1996 : Coach : Penny / Jean Brandow
- 1995 : Dream On : Winnie
- 1995 : Night Stand : Mandy
- 1995 - 1996 / 2001 : JAG : Caitlin « Kate » Pike
- 1996 : Arabesque (Murder She Wrote) : Anne Larkin
- 1996 : Can't Hurry Love : Kit
- 1996 - 2000 : Le Caméléon (The Pretender) : Mlle Parker / Catherine Parker
- 2002 : First Monday : Agent Dawson
- 2002 - 2006 : Less Than Perfect : Lydia Weston
- 2005 : Kitchen Confidential : Suze
- 2006 : Help Me Help You : Krista
- 2009 : Earl (My Name Is Earl) : Une femme
- 2009 : Les Experts : Miami (CSI : Miami) : Alison Burgess
- 2009 : Mentalist : Ann Meier
- 2011 : Suits, avocats sur mesure (Suits) : Tory
- 2011 : Desperate Housewives : Jane Carlson
- 2011 / 2013 - 2017 : Pretty Little Liars : Jessica DiLaurentis / Mary Drake
- 2012 : Wes et Travis (Common Law) : Laura, la procureure
- 2013 : Devious Maids : Brenda Colfax
- 2014 : Feed Me : Amanda
- 2014 : Jennifer Falls : Francine
- 2014 - 2015 : Red Band Society : Sarah Souders

#### Téléfilms
- 1993 : La Vérité à tout prix (Victim of Love : The Shannon Mohr Story) de John Cosgrove : Une ex-petite amie de Dave
- 1994 : XXX's and OOO's d'Allan Arkush : Kelly Morgan
- 1996 : Ed McBain : les trafiquants de la mort (Ed McBain's 87th Precinct : Ice) de Bradford May : Détective Eileen Burke
- 2001 : Caméléon contre Caméléon (The Pretender 2001) de Frederick King Keller : Mlle Parker / Catherine Parker
- 2001 : L'Antre du Diable (The Pretender : Island of the Haunted) de Frederick King Keller : Mlle Parker / Catherine Parker

## Voix françaises
| - Françoise Rigal, dans : - Le Caméléon (série télévisée) - Caméléon contre Caméléon (téléfilm) - L'Antre du Diable (téléfilm) - Mentalist (série télévisée) - Earl (série télévisée) - Desperate Housewives (série télévisée) - Wes et Travis (série télévisée) - Pretty Little Liars (série télévisée) - Devious Maids (série télévisée) | - Maïté Monceau dans : - Mariés, deux enfants (série télévisée) - La Vérité à tout prix (téléfilm) - Dominique Westberg dans : - Urgences (série télévisée) - JAG (série télévisée) et aussi - Françoise Vallon dans Les Experts : Miami (série télévisée) - Gaëlle Savary dans Suits, avocats sur mesure (série télévisée) |